# Wagnerina subulispina
Wagnerina subulispina är en loppart som beskrevs av Cai Liyun, Wu Wenzhen et Li Zhilun 1994. Wagnerina subulispina ingår i släktet Wagnerina och familjen mullvadsloppor. Inga underarter finns listade i Catalogue of Life.